# Biserica Sfântul Onufrie din Mănăstioara-Siret

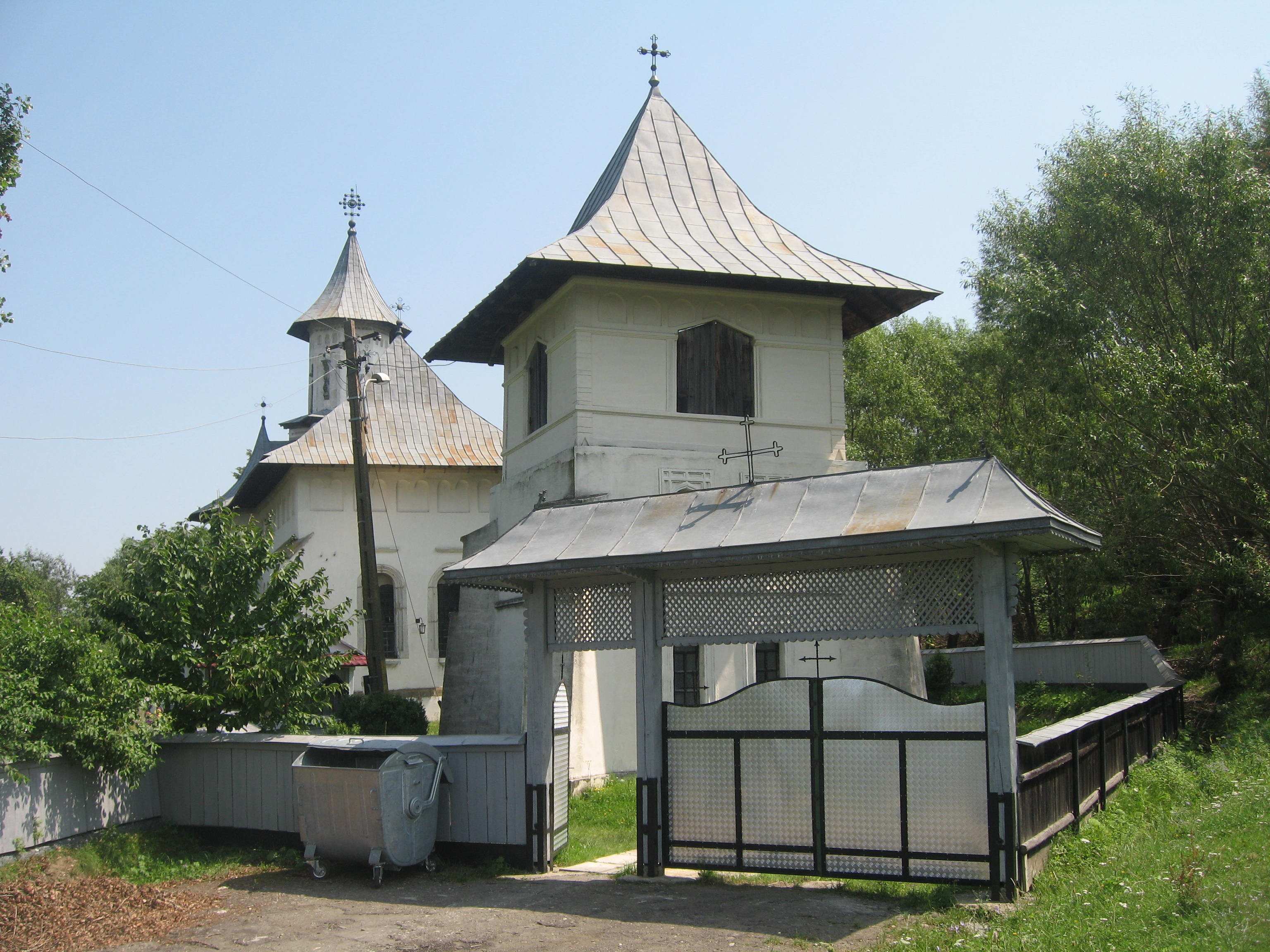
Biserica "Sf. Onufrie" din Mănăstioara-Siret şi turnul clopotniţă

Biserica "Sfântul Onufrie" din Mănăstioara-Siret este o biserică ctitorită de domnitorul Ștefan Petriceicu (1672-1673; 1673-1674 și 1683-1684) în anul 1673 în satul Mănăstioara, astăzi cartier al orașului Siret (județul Suceava). Biserica se află la o distanță de 3,5 km de centrul orașului Siret.
Ansamblul bisericii "Sf. Onufrie" din Mănăstioara-Siret a fost inclus pe Lista monumentelor istorice din județul Suceava din anul 2015, având codul de clasificare cod LMI SV-II-a-A-05568  și fiind format din 2 obiective:
- Biserica "Sf. Onufrie" - datând din 1673 și având codul SV-II-m-A-05568.01
- Fântâna din curtea bisericii - datând din 1765 și având codul SV-II-m-A-05568.02

## Istoric
În anul 1560, în timpul domniei lui Alexandru Lăpușneanu (1552-1561 și 1564-1568), preotul Mihul din Siret primește de la pârgarii Siretului o bucată de teren din pășunea (toloaca) târgului. Preotul sădește aici o grădină cu pomi fructiferi, construind în mijlocul ei o bisericuță din lemn. Înaintea morții sale, el închină această bisericuță Mănăstirii Putna. Această danie a fost întărită prin documente de domnitorul Alexandru Lăpușneanu și apoi reînnoită de către Vasile Lupu, în 1646.  În jurul anului 1600, este construită o biserică de piatră în locul celei din lemn. În incinta schitului existau chilii și case necesare vieții monahale.  Într-un document din 1646 se precizează că Schitul Sf. Onofrei este metoh al Mănăstirii Putna.
În locul acestei bisericuțe de lemn, în anul 1673, domnitorul Ștefan Petriceicu zidește o biserică de piatră cu hramul Sf. Onufrie (sau Sf. Onofrei, după cum i se mai spune). Pe peretele pridvorului, deasupra ușii de acces în pronaos, se află pisania cu stema Moldovei, încadrată într-un arabesc, având următoarea inscripție în limba slavonă: "Această biserică a zidit-o Io Ștefan Petriceicu Vodă cu soția sa Maria în anul 7181 (=1673)".
Biserica a fost sfințită de către mitropolitul Dosoftei Bărilă al Moldovei. Cu această ocazie, ctitorul înzestrează biserica cu încă o bucată din toloaca târgului Siret, cu un heleșteu domnesc (Iazul Manzati), satul Băncești și un iaz cu pește, satul Dornești cu robi și iazuri, satul Tărășeni cu iaz și moară, 3 fălci de vie și a patra parte din satul Drăgușeni (astăzi înglobat în Mănăstioara).  Domnitorul Mihai Racoviță (1703-1705, 1707-1709 și 1716-1726) întărește această danie în anul 1708.
În anul 1756, domnitorul Constantin Racoviță (1749-1753 și 1756-1757) mai dăruiește lăcașului o parte din islazul târgului Siret pe care se află astăzi satele Negostina și Pădureni.
În anul 1775 s-a înființat Schitul Sf. Onufrie, dar acesta a fost desființat de către autoritățile austriece în 1785. Biserica "Sf. Onufrie" devine biserică parohială a satului Mănăstioara. Averea schitului a trecut în seama administrației fondurilor și moșiilor statului din Lemberg (Liov). Biserica a fost reparată la 1899 și 1921. 
Biserica Sfântul Onufrie din Mănăstioara-Siret a fost declarată monument istoric în anul 1919. 
În anul 1965, biserica a fost restaurată, fără a i se aduce schimbări. Cutremurul din 4 martie 1977 și alunecările de teren au dus la înclinarea bisericii cu 3 grade și ruperea ei în trei corpuri distincte. Între anii 1987-1990 s-au efectuat lucrări de reparație ale ansamblului, cu purtarea de grijă a preotului paroh Silviu Sologiuc.  De la începutul anului 1987, biserica a fost refăcută, stabilizată și consolidată, evitându-se astfel ruinarea ei. În locul clopotniței de lemn, deteriorate, a fost construit un turn-clopotniță de piatră. Biserica și turnul clopotniță au fost sfințite la 12 iunie 1989 de către PS Pimen Suceveanul, Episcop-Vicar al Arhiepiscopiei Iașilor. 
Drumul până la biserică a fost asfaltat în mandatul primarului Petrea Fasolă (1992-1996), tot atunci fiind amenajată și o parcare în apropierea porților de intrare în curtea bisericii.
Printre preoții care au slujit la această biserică menționăm pe Ioan Sireteanu - paroh (1846-1888) și Silviu Sologiuc - parohul actual.

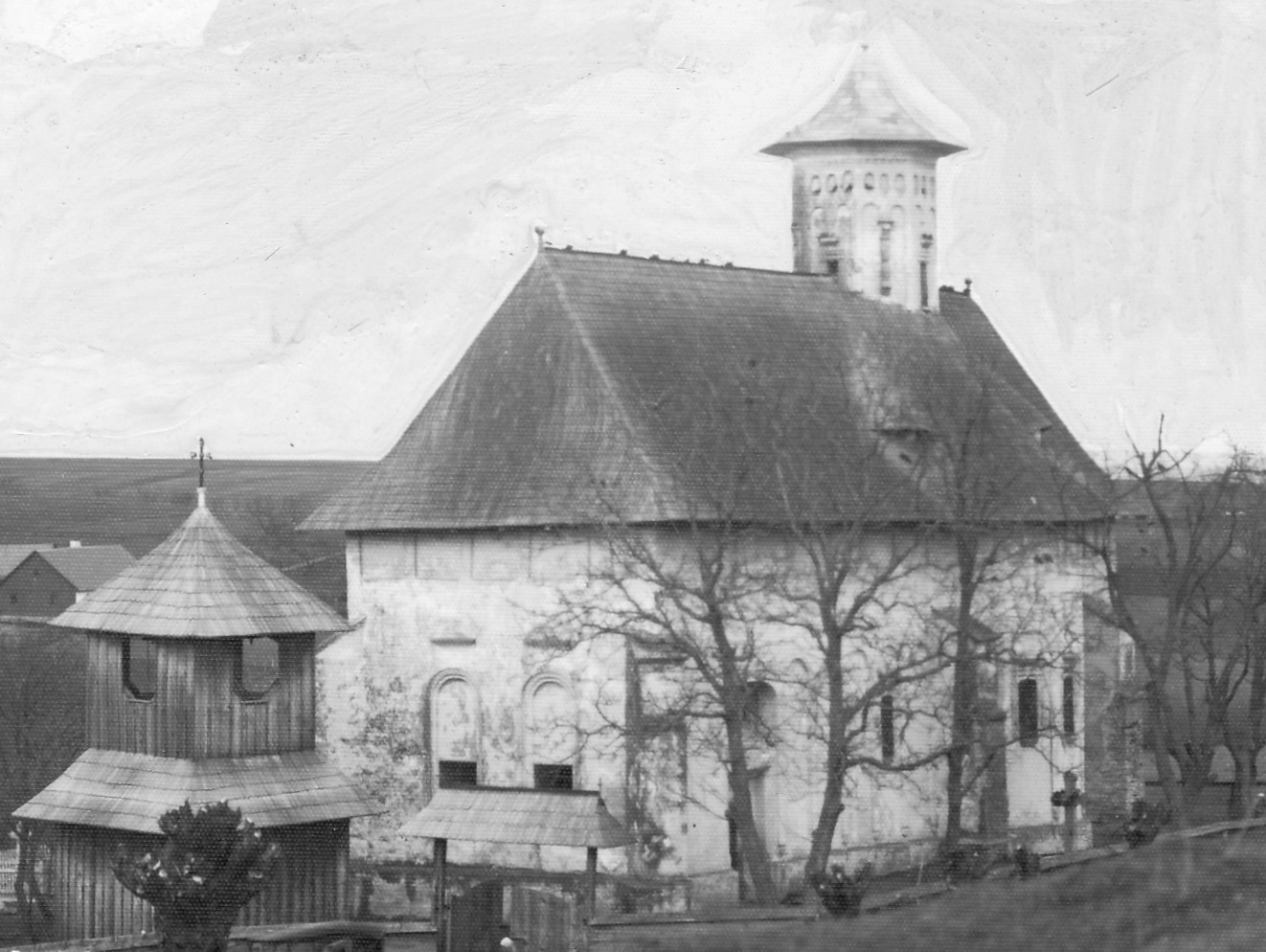
Biserica în 1936

## Arhitectura bisericii
Biserica Sfântul Onufrie din Mănăstioara-Siret este construită din piatră, are plan treflat și ziduri groase (1,40-2 m), sprijinite în exterior de 7 contraforturi cu înălțimea de 5 m. Conform istoricului de artă Vasile Drăguț, biserica este "o replică a Putnei, la proporții mai mici, dar de o notabilă frumusețe". .
Interiorul frumos boltit al bisericii este format din 4 încăperi: pridvor, pronaos, naos și altar.
Intrarea în pridvor se face prin două uși de aceleași dimensiuni (una pe latura de sud și alte pe latura de nord, actualmente nefolosită). Pridvorul este luminat prin două ferestre mari pe latura de vest. Pridvorul este despărțit de pronaos printr-un perete masiv de piatră, străpuns de ușă de stejar care datează de la zidire. 
Pronaosul are în părțile laterale două nișe semicirculare, boltite, fiind împodobite cu arcuri paralele sculptate în piatră. Pronaosul este separat de naos nu printr-un perete, ci prin două coloane masive de piatră ce formează trei arce boltite. Naosul se află cu o treaptă mai jos decât pronaosul și este lărgit cu două abside laterale străpunse de câte trei ferestre lărgite în interior și îngustate pe exterior. Deasupra naosului se află o turlă octogonală sprijinită pe o bază stelată.
Altarul are formă semicirculară, cu trei ferestre sub care sunt trei nișe, cea din mijloc fiind mai mare. Catapeteasma este din lemn din tei, frumos sculptată și pictată în tempera și în foiță de aur de un călugăr de la Putna.
Pilaștrii și capitelurile turlei, cât și chenarele ferestrelor, sunt printre ultimele elemente de decorație gotică din Moldova. Biserica era inițial acoperită cu șindrilă, dar în a doua jumătate a secolului al XX-lea s-a pus învelitoare de tablă.
Biserica nu este pictată în interior.
În partea de răsărit a bisericii se află o fântână cu rezervorul de colectare din piatră, ctitorită de episcopul Ioanichie al Romanului în 1765, iar în partea de vest se află o Sf. Cruce frumos ornamentată din 1866.

## Imagini

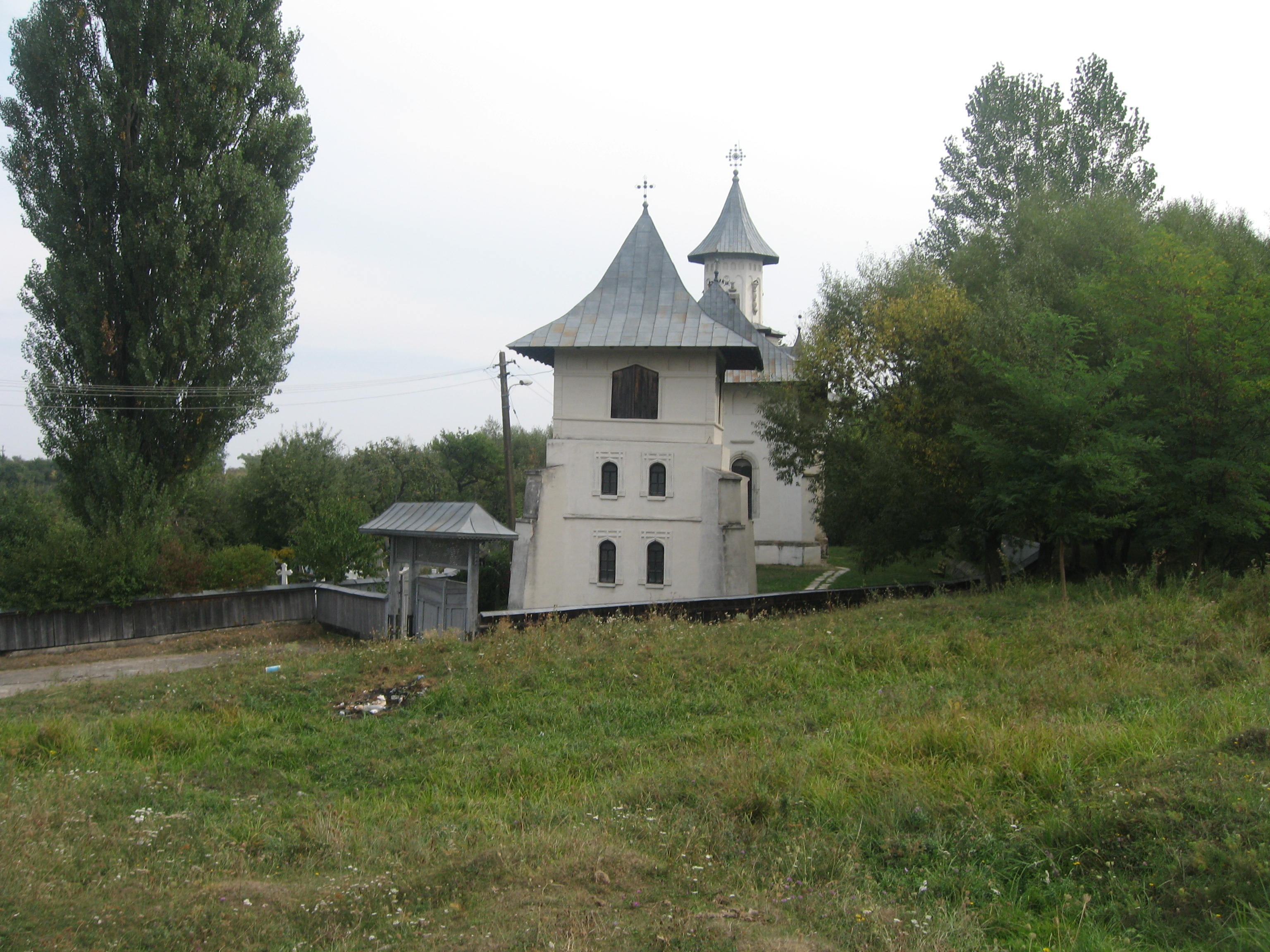
Biserica văzută de pe deal
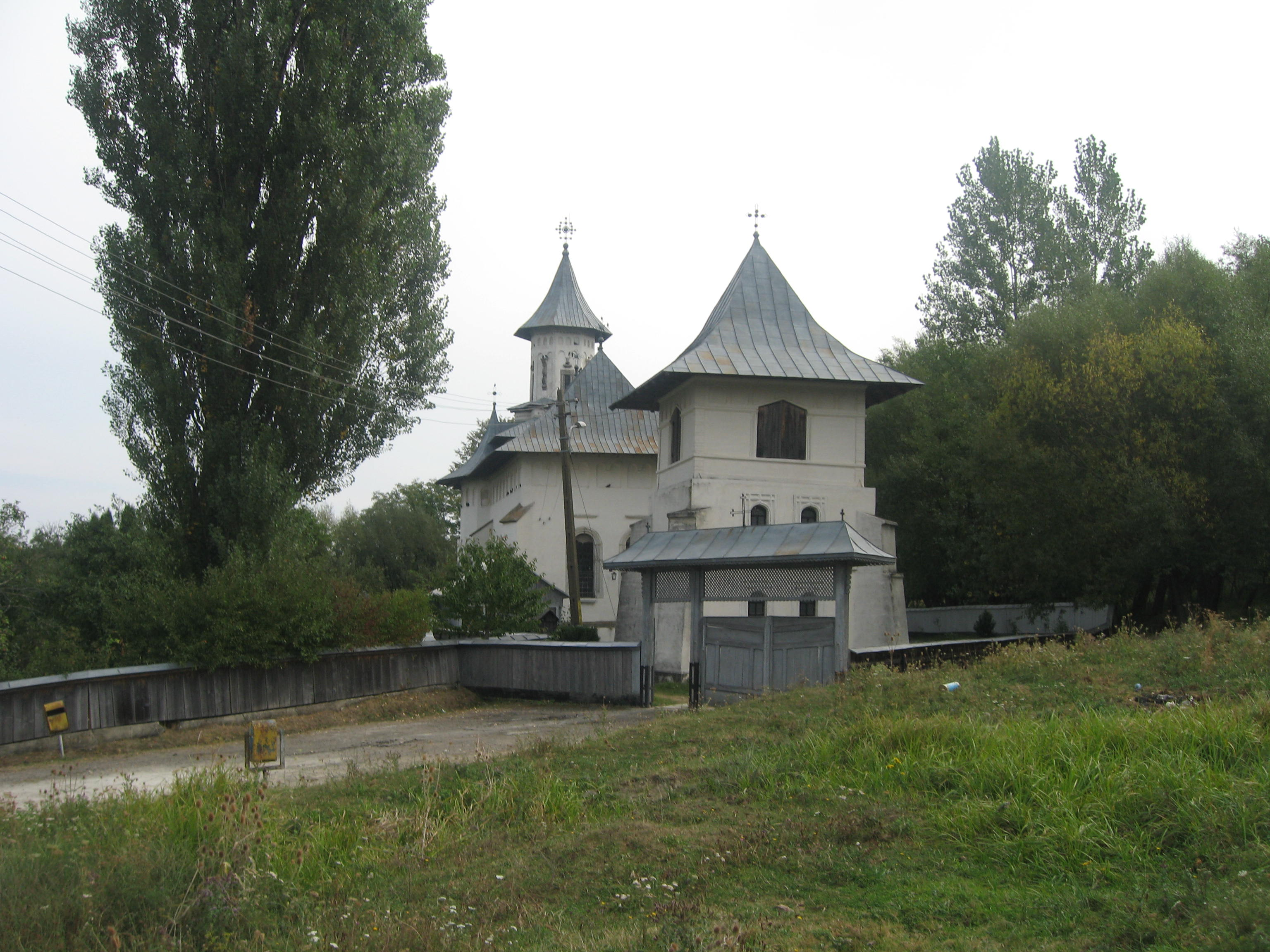
Biserica văzută de pe deal
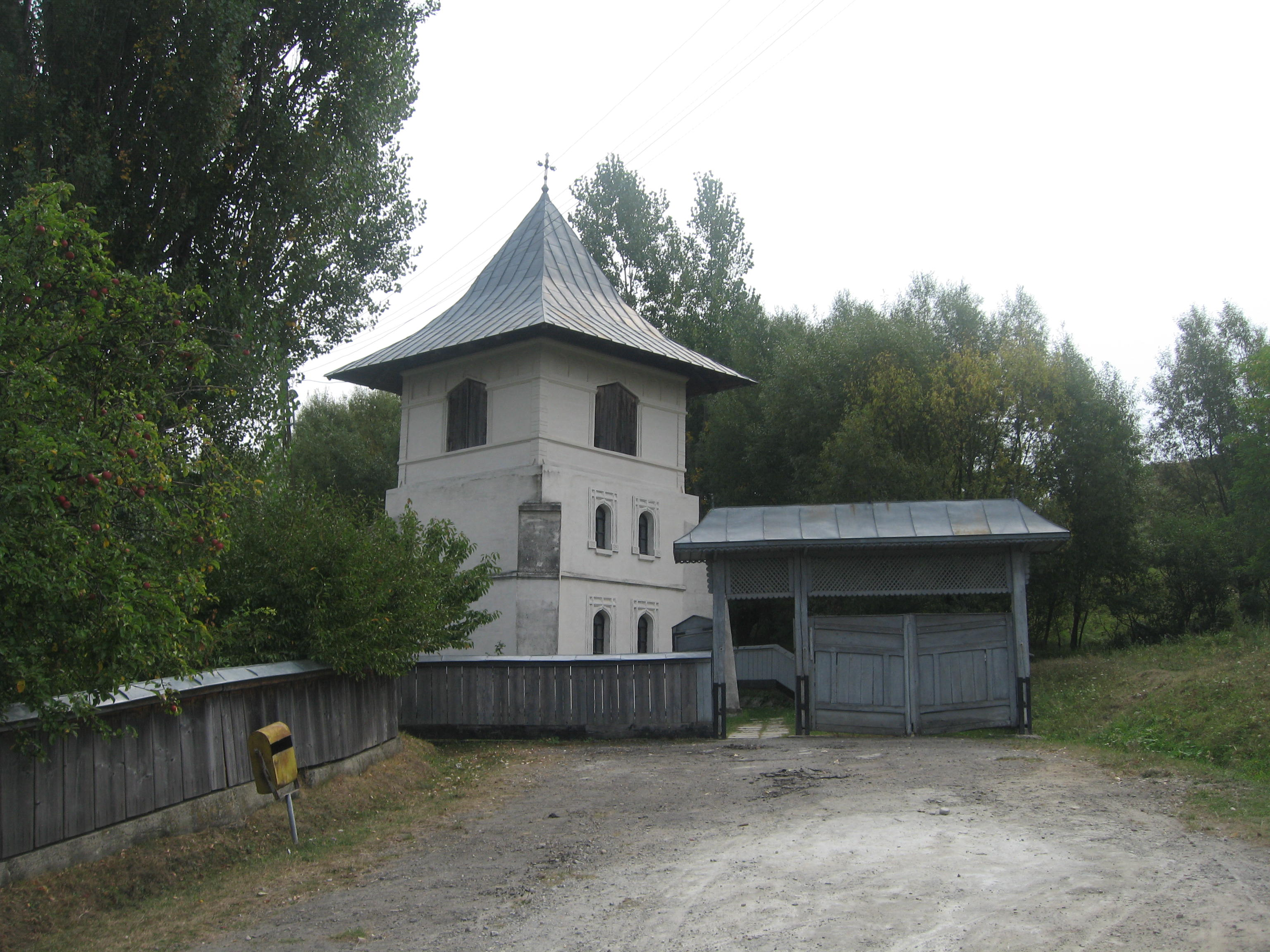
Drumul spre biserică
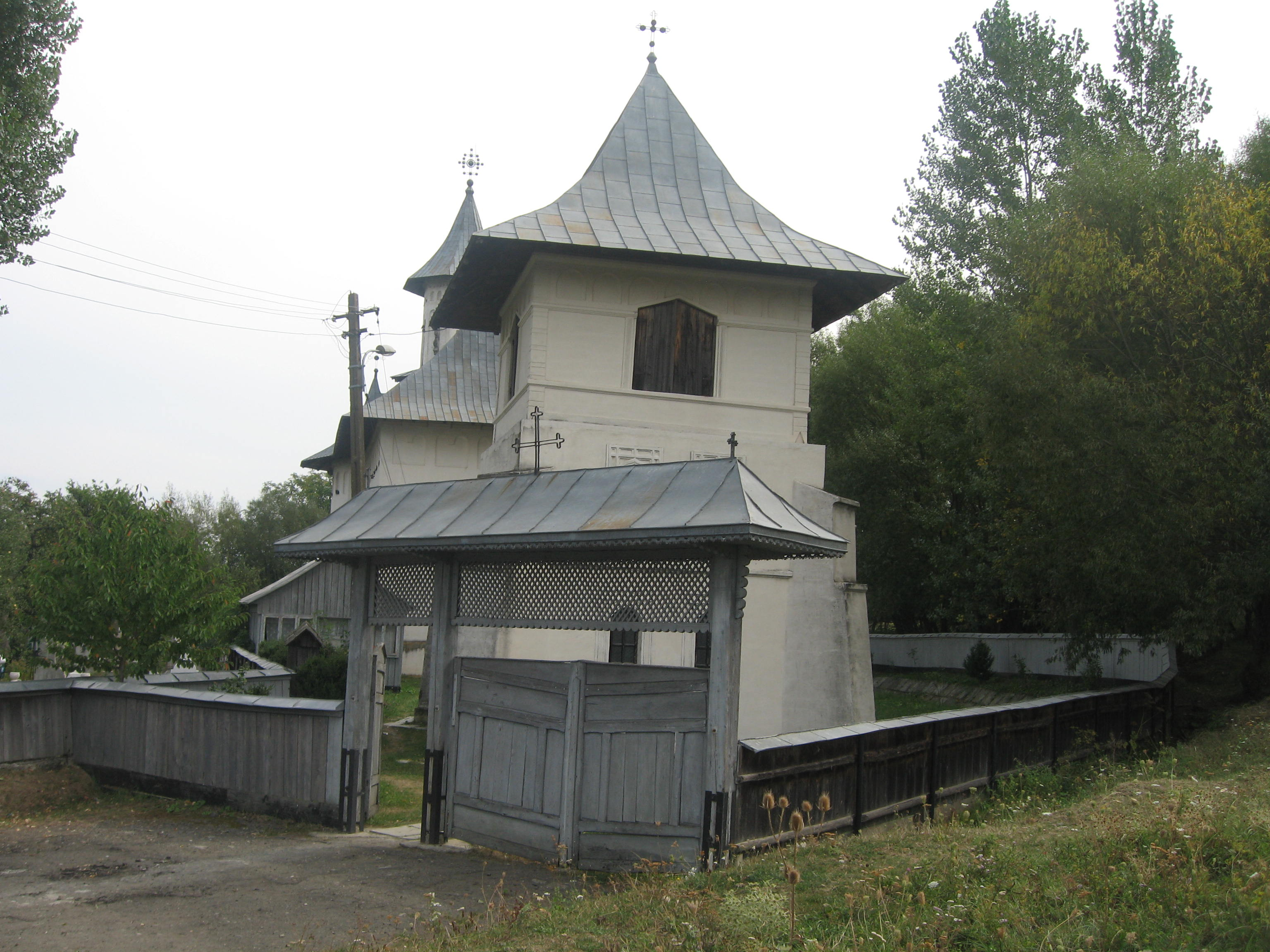
Poarta de intrare în curtea bisericii
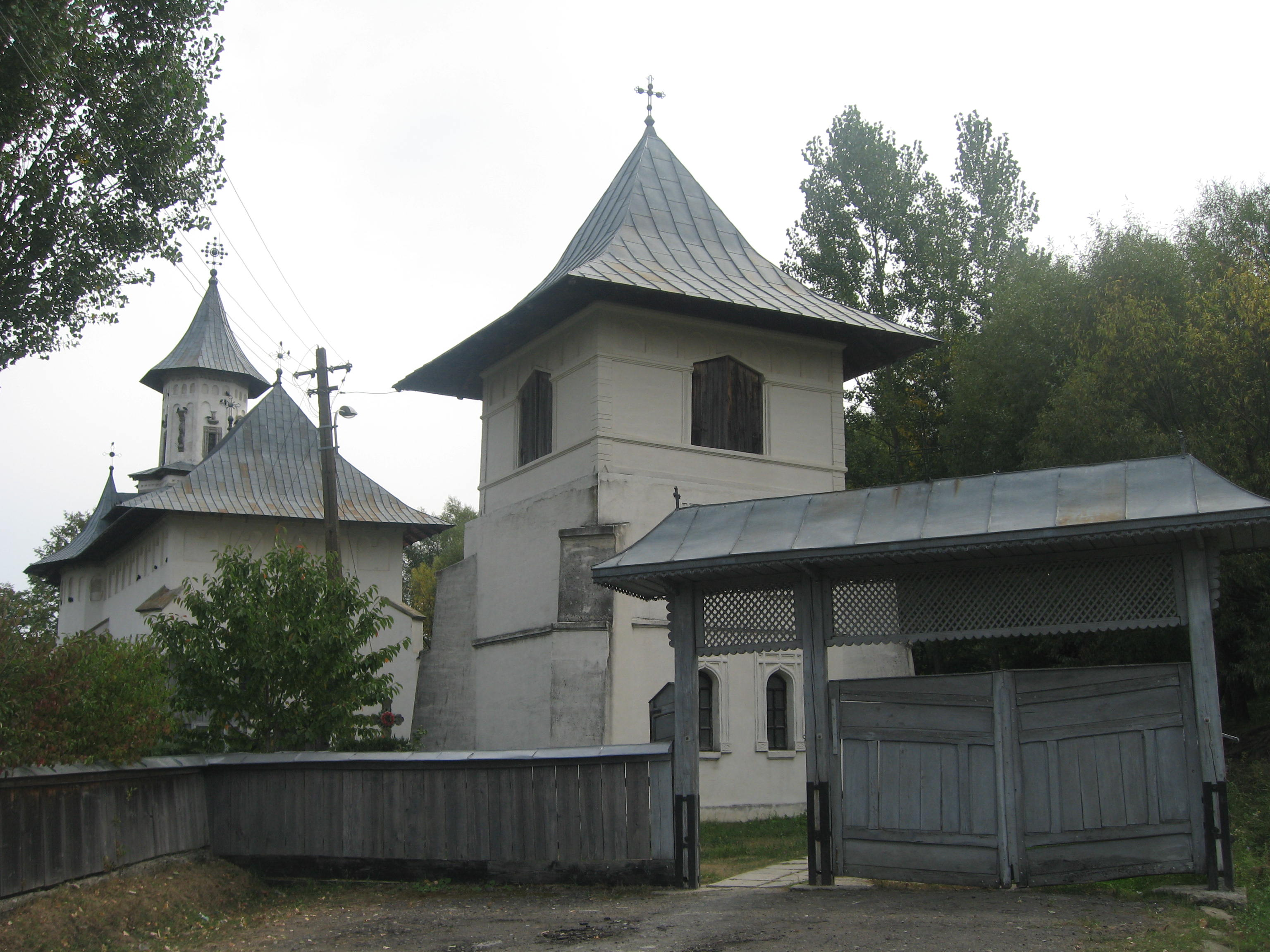
Biserica şi turnul clopotniţă
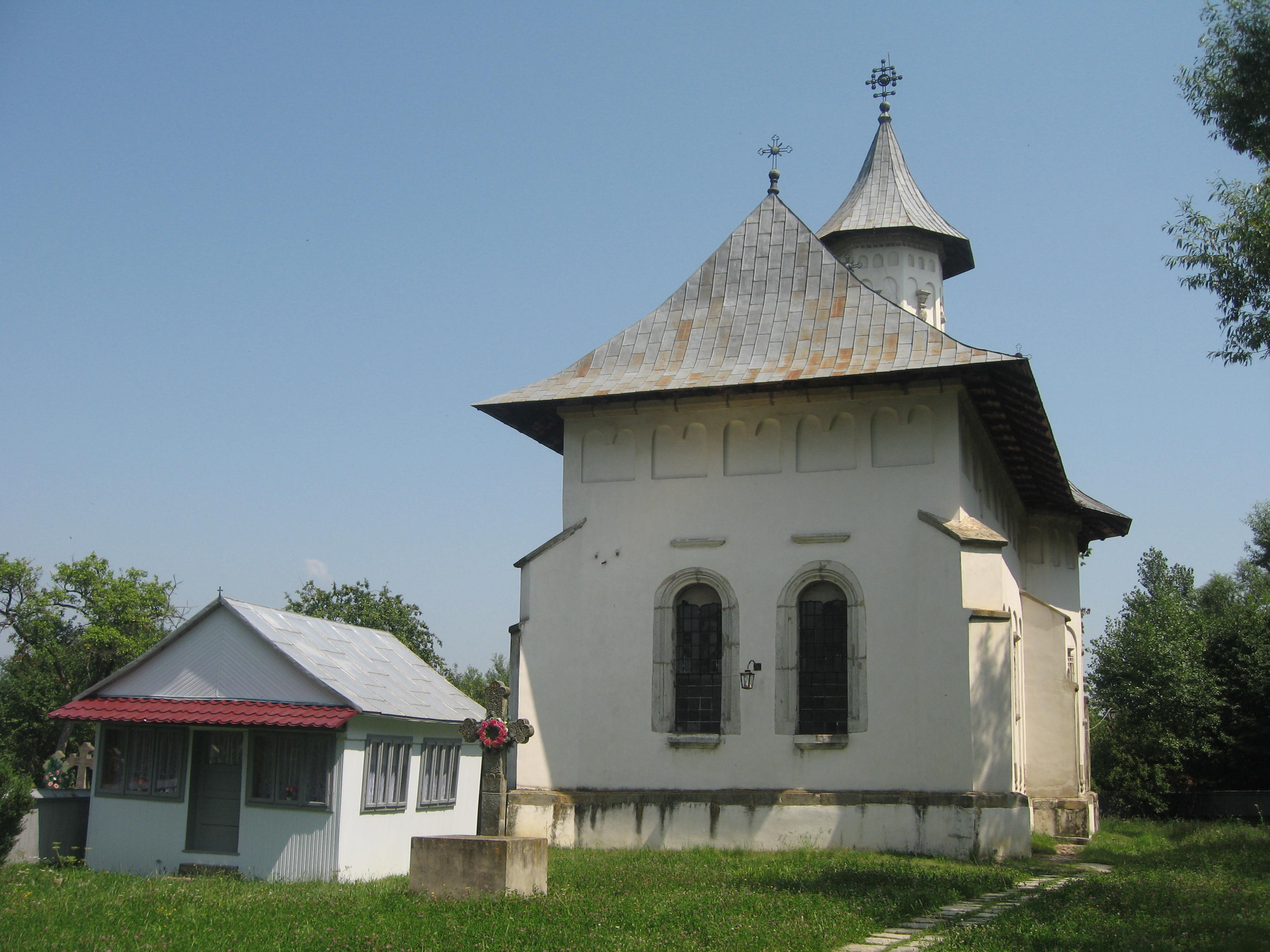
Biserica văzută de pe latura vestică
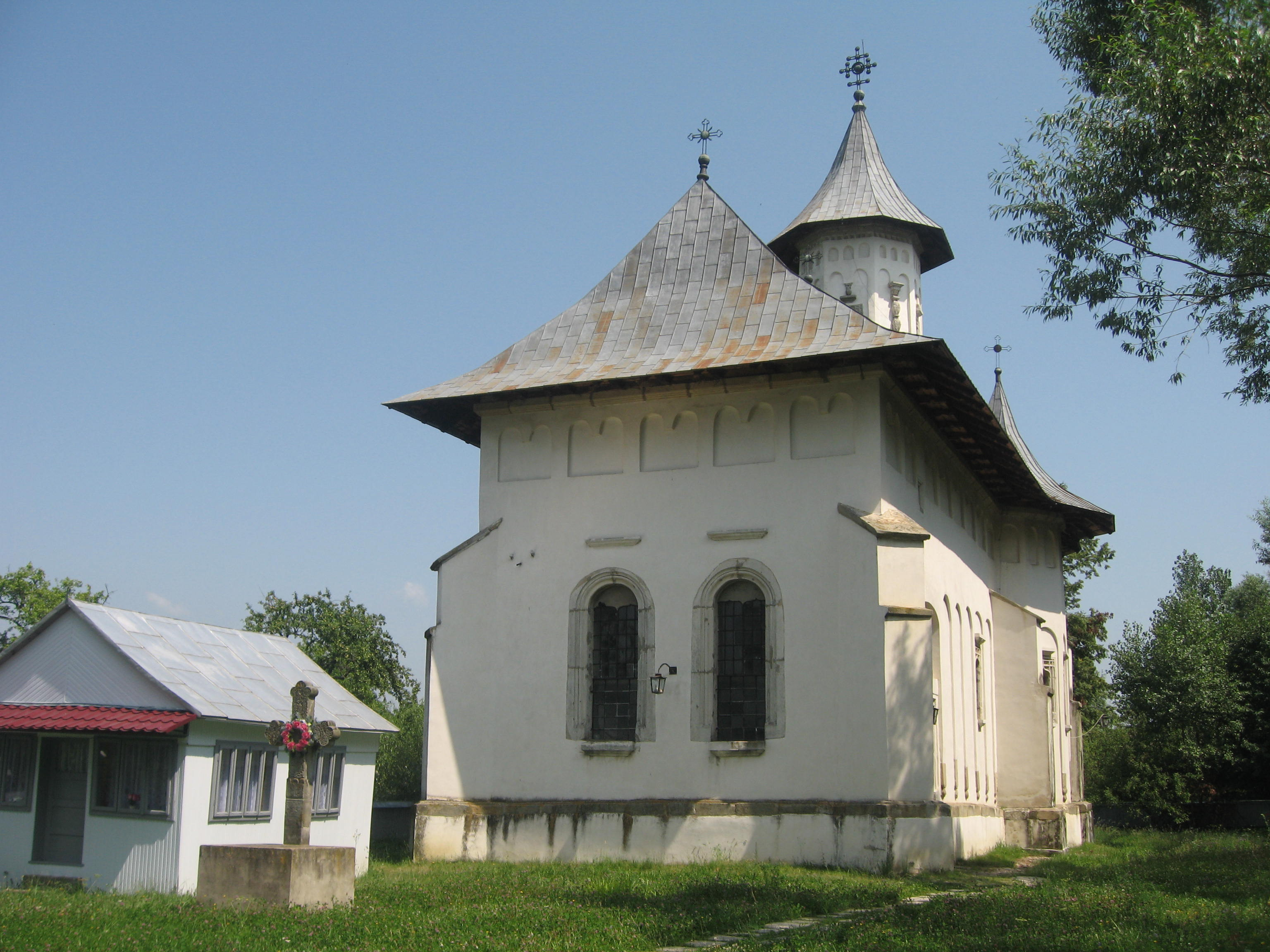
Biserica văzută de pe latura vestică
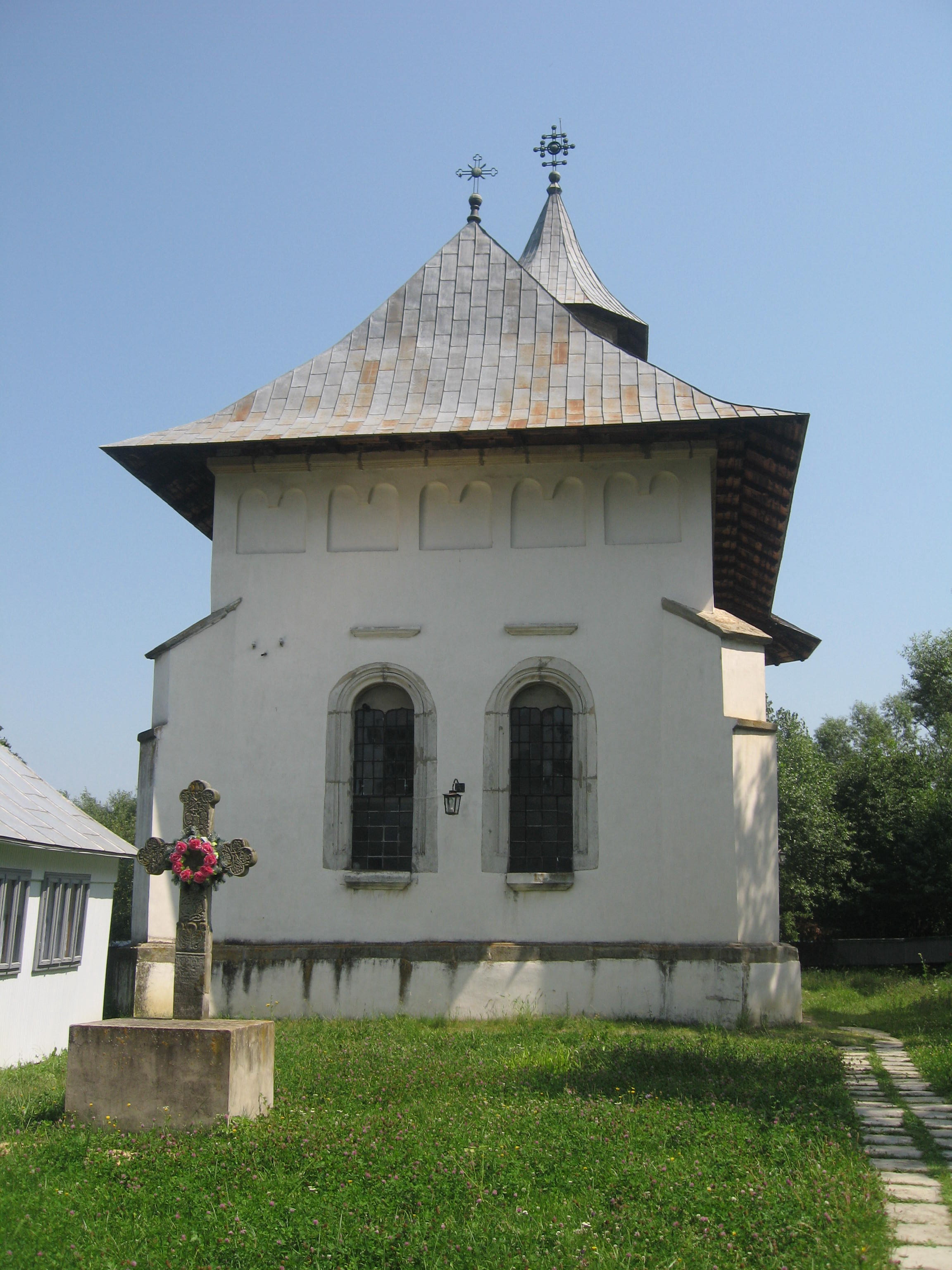
Biserica văzută de pe latura vestică
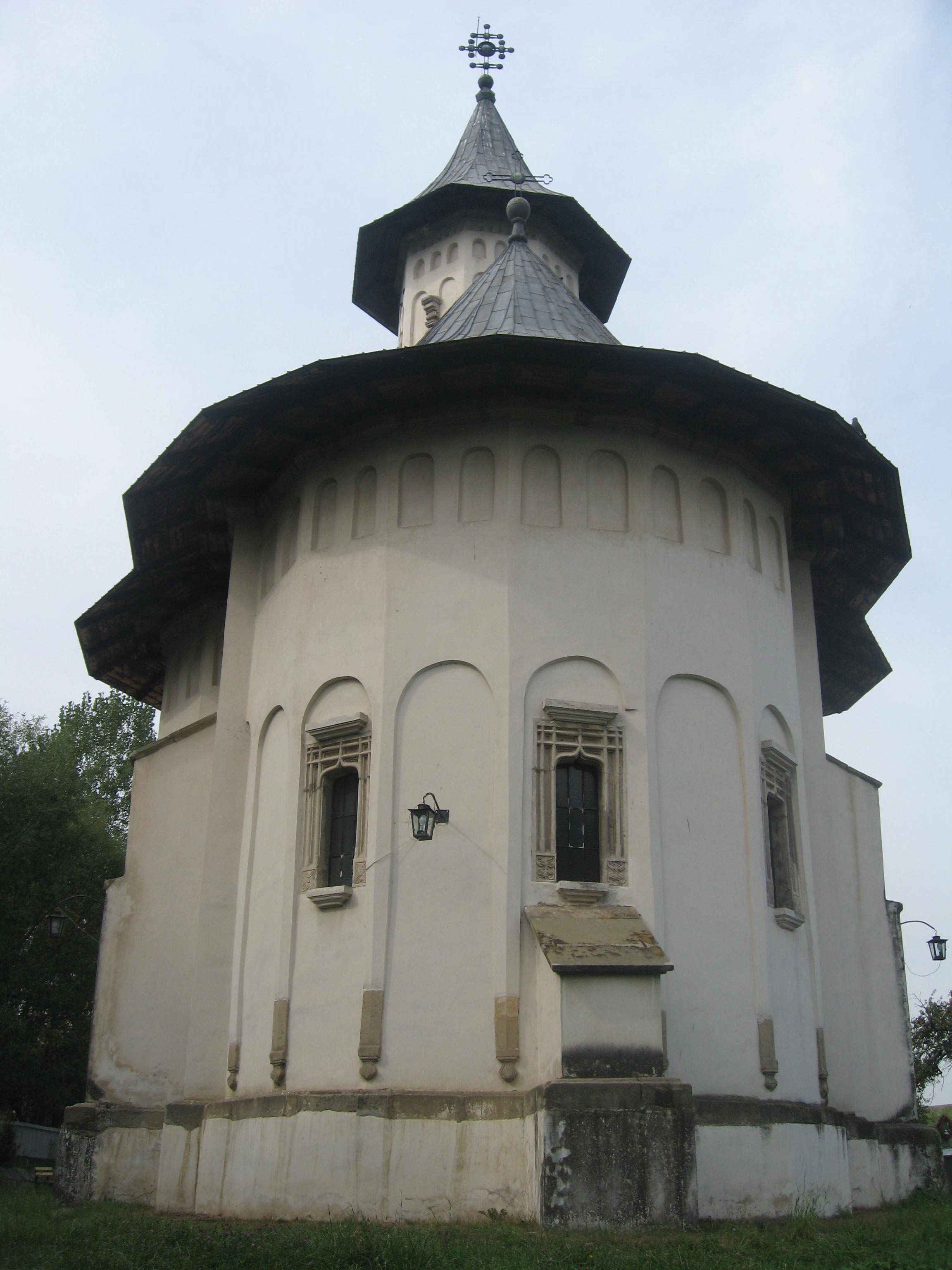
Absida altarului
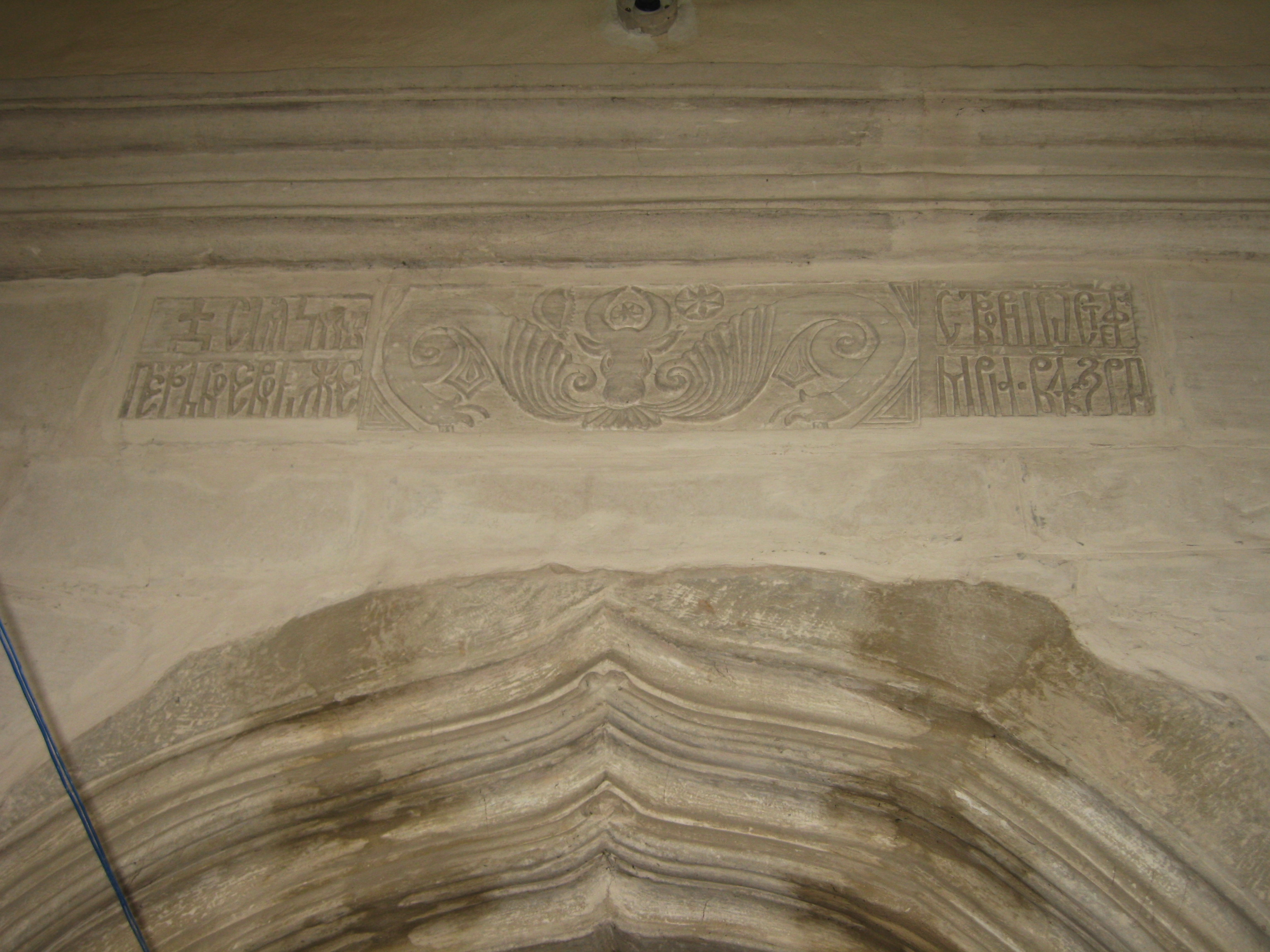
Pisania
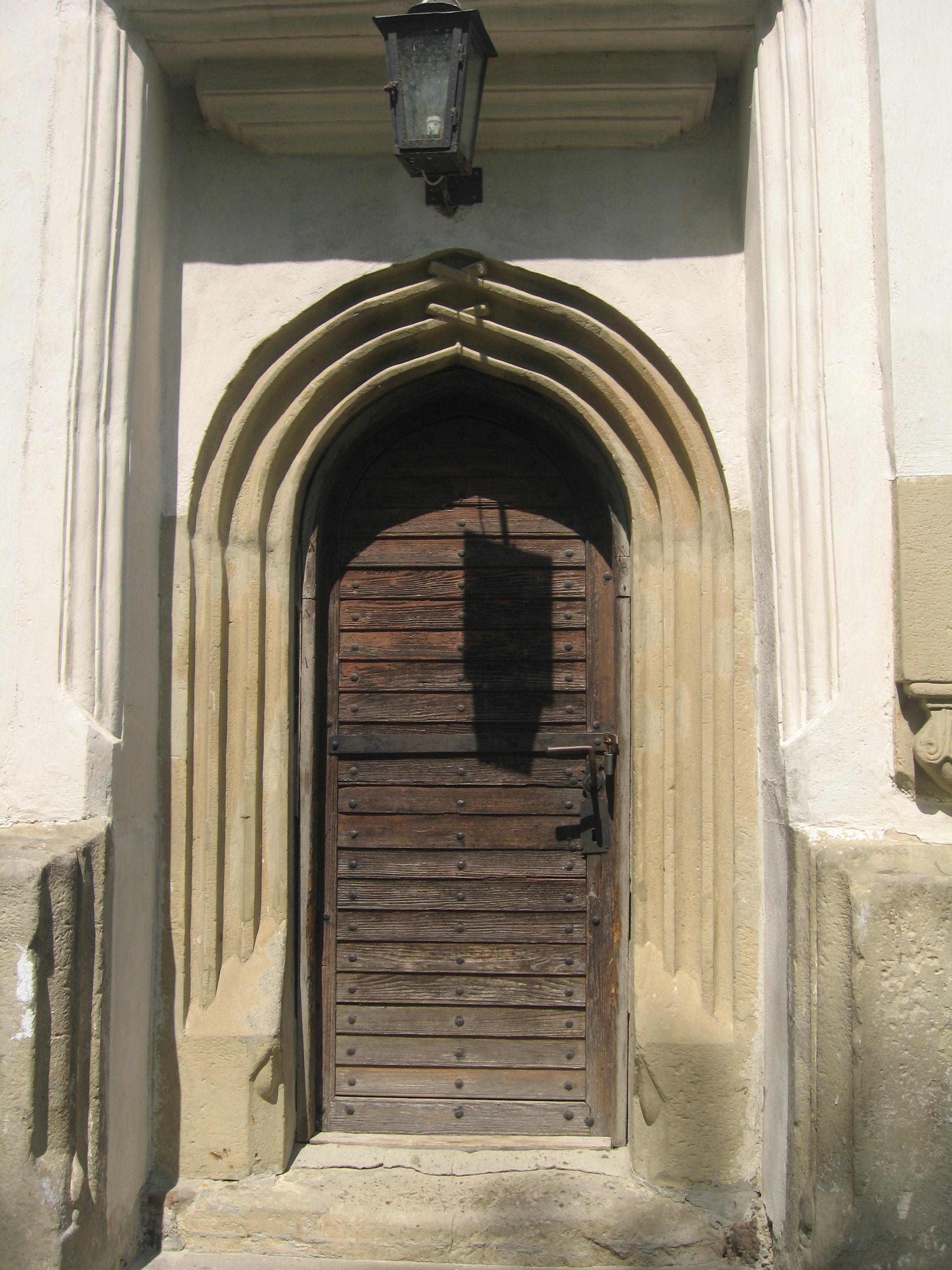
Portal de intrare în biserică pe latura sudică
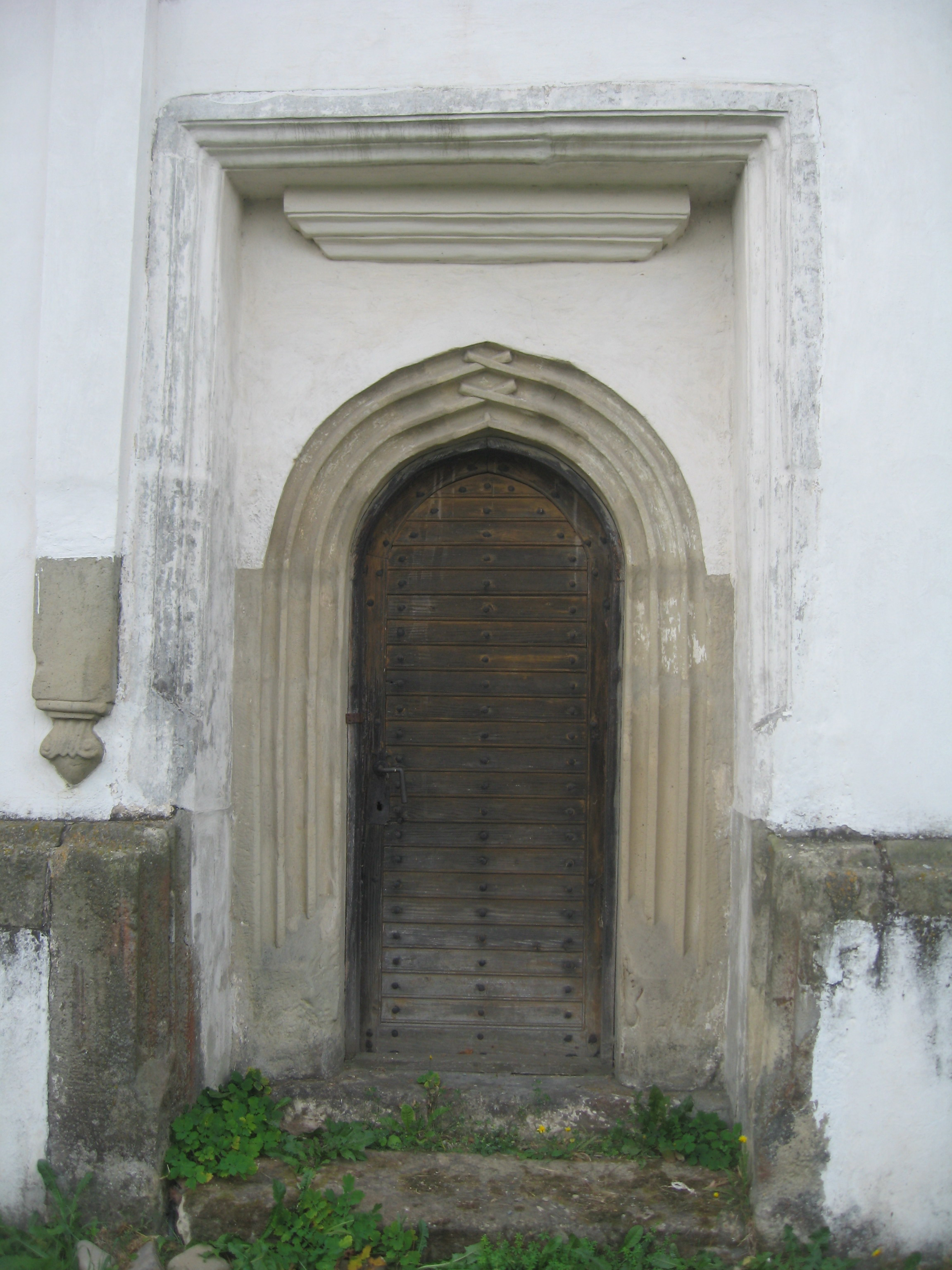
Portal de intrare în biserică pe latura nordică
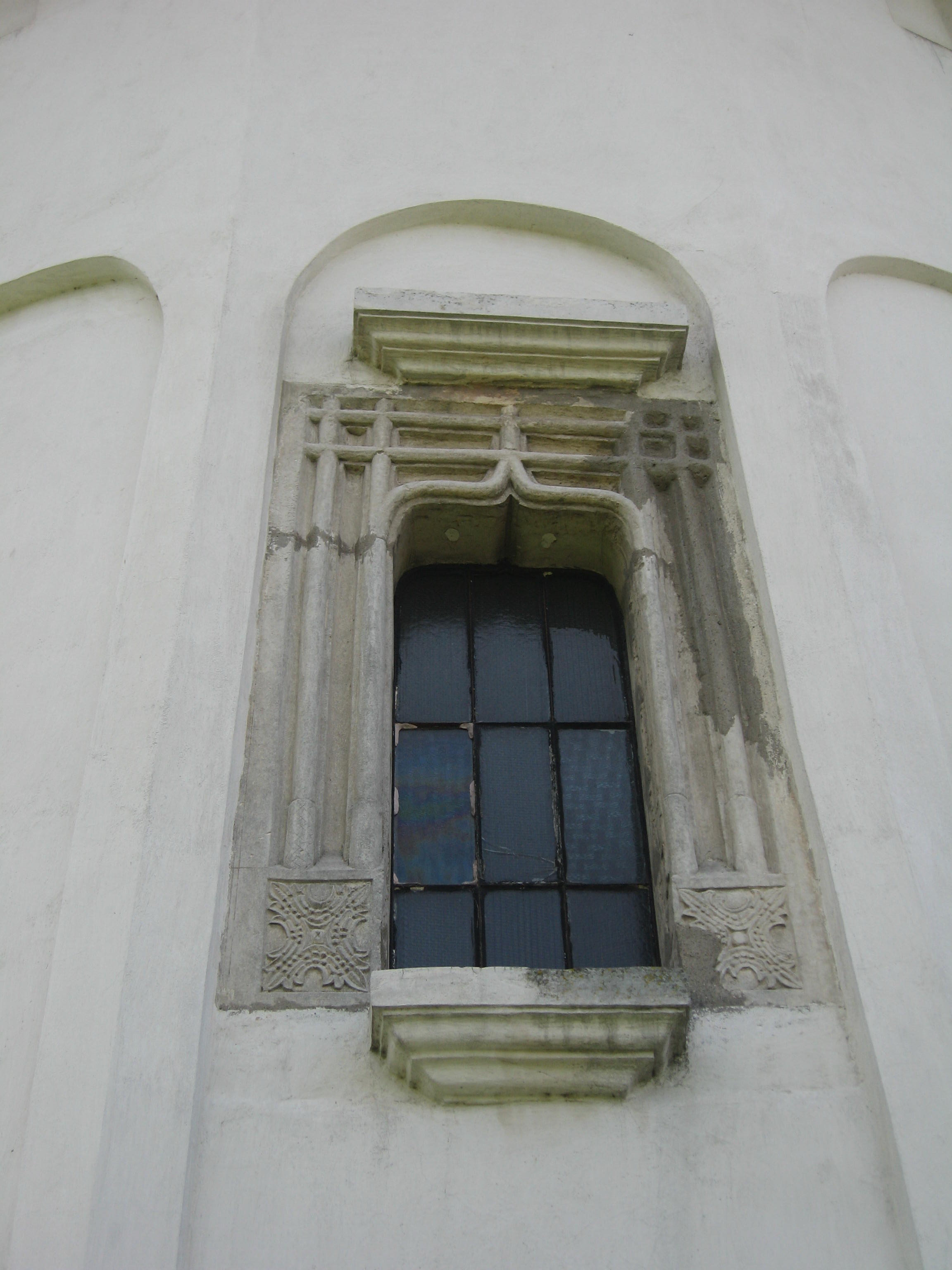
Fereastră din absida altarului
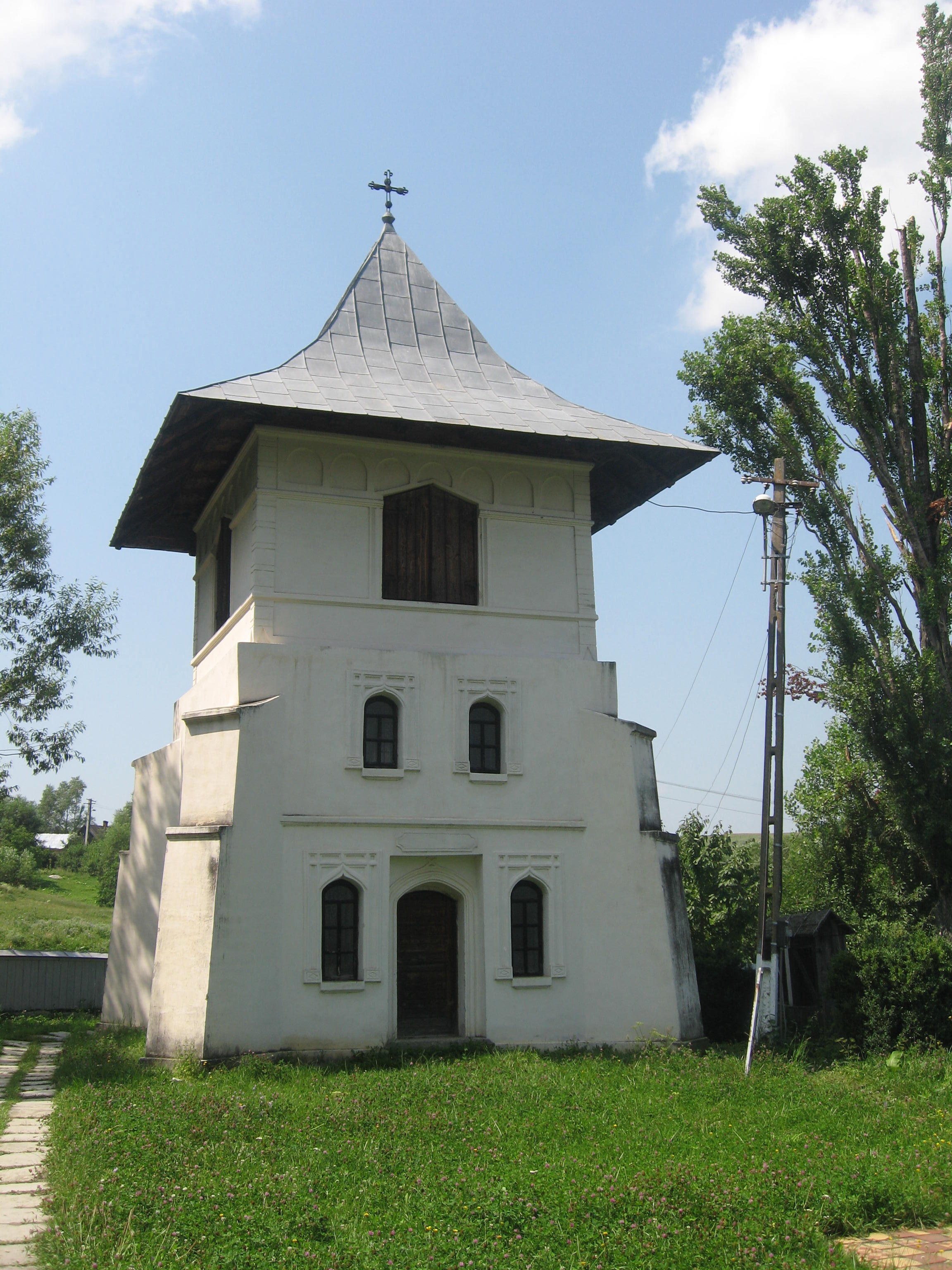
Turnul clopotniţă
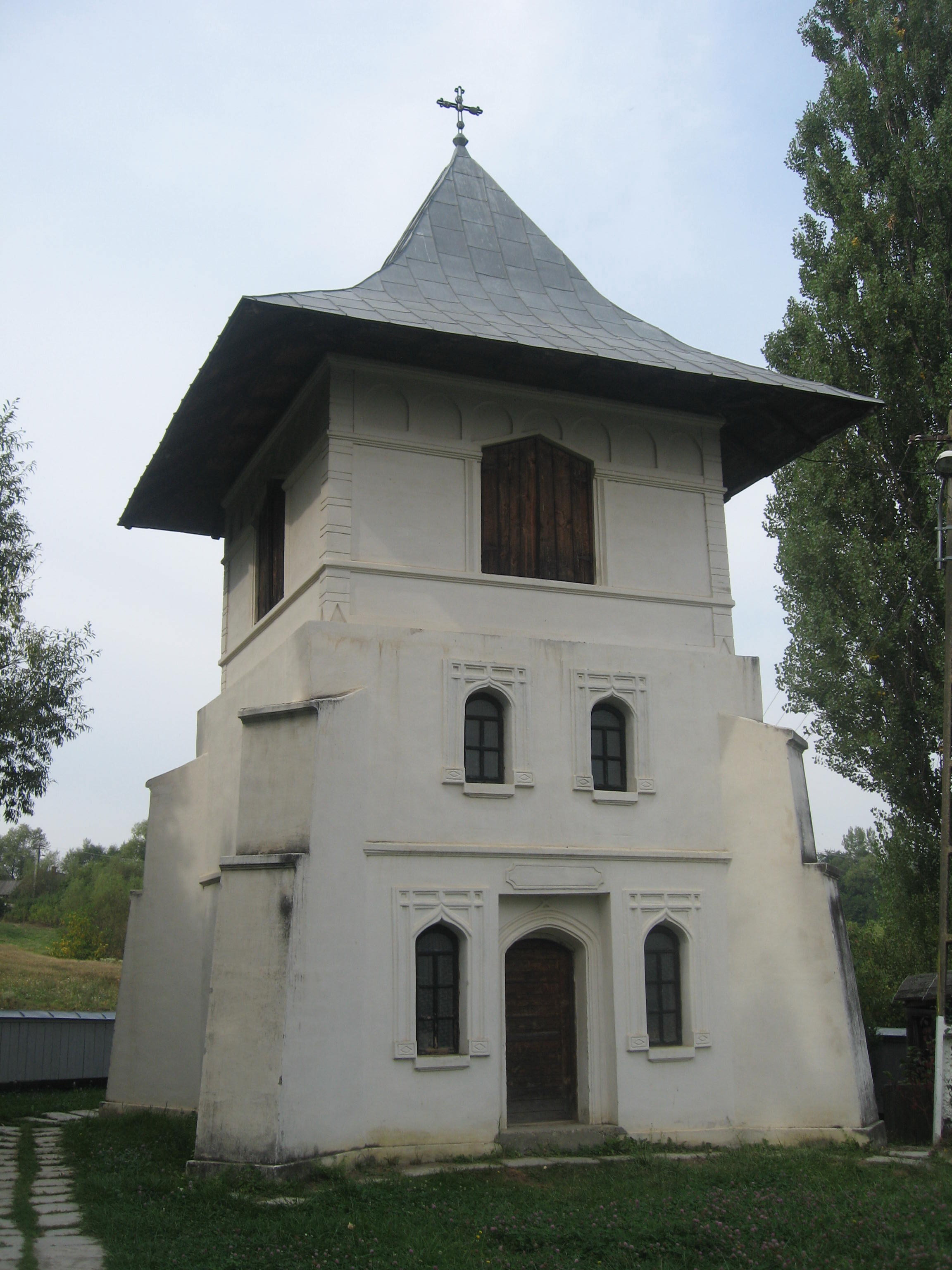
Turnul clopotniţă
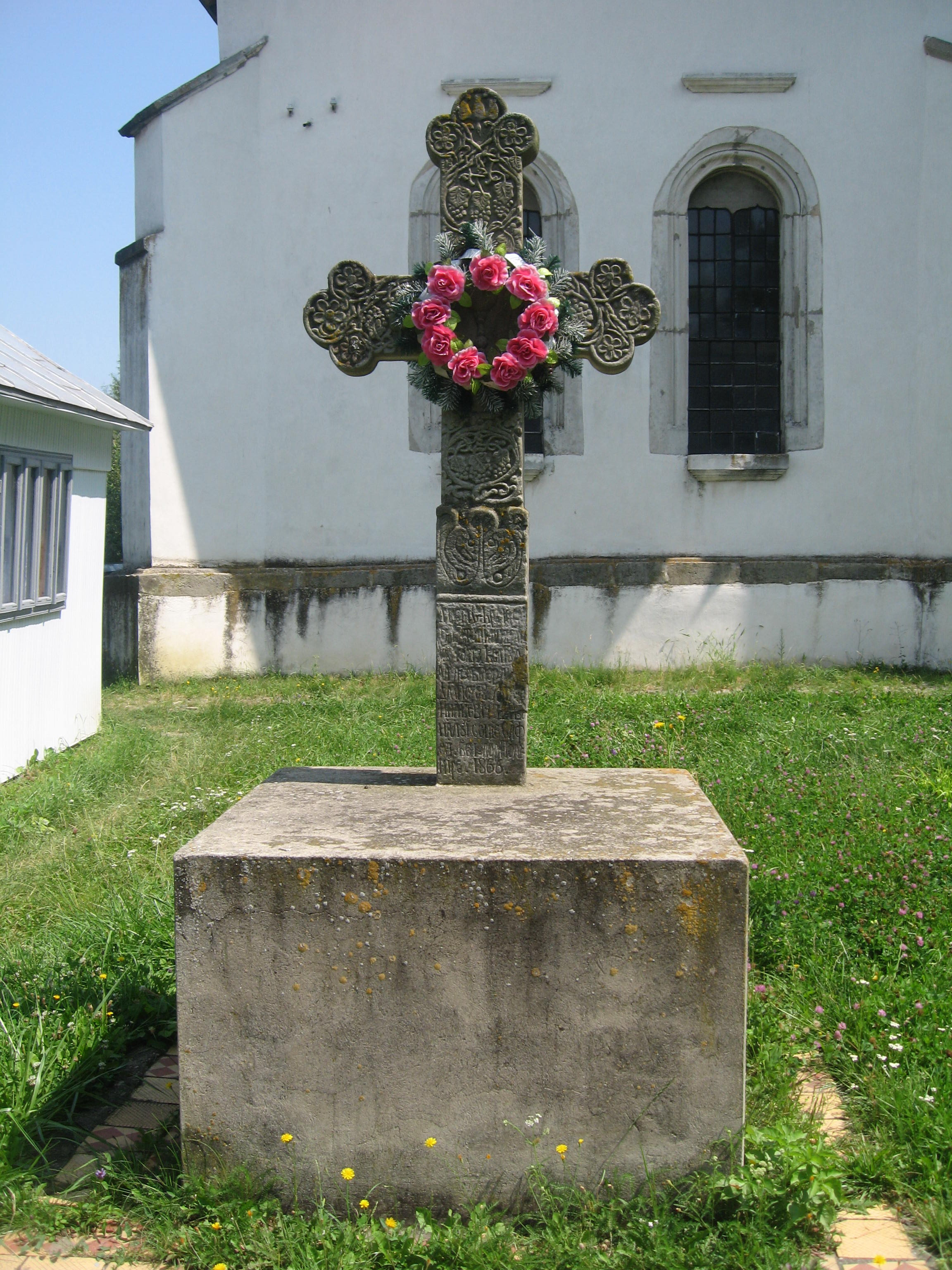
Cruce cu inscripţie cu litere chirilice (1866), aflată în curtea bisericii

## Legături externe
- Materiale media legate de Biserica Sfântul Onufrie din Mănăstioara-Siret la Wikimedia Commons
- BISERICA SF. ONUFRIE DIN MĂNĂSTIOARA – SIRET, O BIJUTERIE ARHITECTURALĂ AMENINȚATĂ DE UITARE ȘI DE VICISITUDINILE NATURII, publicat de ION ANTON pe 24 SEPTEMBRIE 2020